# Great Central Main Line
| GCML und Anschlussstrecken |                      |                                          |                                          |
| Streckenlänge: | 148 km               |                                          |                                          |
| Spurweite: | 1435 mm (Normalspur) |                                          |                                          |
| Zweigleisigkeit: | ganze Strecke        |                                          |                                          |
| |                      |                                          |                                          |
| \| \| \| ↑ Derbyshire Lines (MS&LR) \| \| \| \| \| → Robin Hood Line \| \| \| \| \| \| \| \| \| \| \| \| \| \| \| Hollin Well and Annesley \| \| \| \| \| Annesley South \| \| \| \| \| ←↓ Robin Hood Line \| \| \| \| \| Hucknall \| \| \| \| \| Hucknall Central \| \| \| \| \| \| \| \| \| \| Bulwell Hall \| \| \| \| \| Bulwell Common \| \| \| \| \| ↔ Friargate Line \| \| \| \| \| New Basford \| \| \| \| \| Carrington \| \| \| \| \| Nottingham Victoria \| \| \| \| \| \| \| \| \| \| → Friargate Line \| \| \| \| \| ↔ Midland Main Line \| \| \| \| \| Arkwright Street \| \| \| \| \| River Trent \| \| \| \| \| Ruddington \| \| \| \| \| \| \| \| \| \| \| \| \| \| \| Nottingham Transport Heritage Centre \| \| \| \| \| Rushcliffe Halt \| \| \| \| \| East Leake \| \| \| \| \| ↔ Midland Main Line \| \| \| \| \| Loughborough Central \| \| \| \| \| Quorn and Woodhouse \| \| \| \| \| → Mountsorrel Railway \| \| \| \| \| Rothley \| \| \| \| \| Belgrave and Birstall \| \| \| \| \| Leicester North \| \| \| \| \| Leicester Central \| \| \| \| \| Güterbahnhof Leicester \| \| \| \| \| ↔ Leicester–Burton upon Trent \| \| \| \| \| ↔ Birmingham–Peterborough \| \| \| \| \| M1 motorway \| \| \| \| \| Whetstone \| \| \| \| \| ↔ Midland Counties Railway \| \| \| \| \| Ashby Magna \| \| \| \| \| Lutterworth \| \| \| \| \| ↔ West Coast Main Line \| \| \| \| \| Rugby Central \| \| \| \| \| Braunston and Willoughby \| \| \| \| \| ↔ Weedon–Marton Junction \| \| \| \| \| Catesby Tunnel \| \| \| \| \| Charwelton \| \| \| \| \| Woodford Halse \| \| \| \| \| ↔ East and West Junction Railway \| \| \| \| \| \| \| \| \| \| Eydon Road Halt \| \| \| \| \| Chalcombe Road Halt \| \| \| \| \| ↕ Chiltern Main Line \| \| \| \| \| Culworth \| \| \| \| \| \| \| \| \| \| ↔ Towcester–Banbury \| \| \| \| \| Helmdon \| \| \| \| \| Brackley Central \| \| \| \| \| ↔ Banbury–Verney Junction \| \| \| \| \| Finmere \| \| \| \| \| ↔ Varsity Line (Güterverkehr) \| \| \| \| \| Calvert \| \| \| \| \| Abzweig Grendon Underwood \| \| \| \| \| ← nach Brill \| \| \| \| \| Quainton Road \| \| \| \| \| Waddesdon Manor \| \| \| \| \| Aylesbury Vale \| \| \| \| \| Aylesbury \| \| \| \| \| ← nach Princes Risborough \| \| \| \| \| Stoke Mandeville \| \| \| \| \| Wendover \| \| \| \| \| Great Missenden \| \| \| \| \| Amersham \| \| \| \| \| \| \| \| \| \| Chalfont & Latimer \| \| \| \| \| Chorleywood \| \| \| \| \| Rickmansworth \| \| \| \| \| \| \| \| \| \| Rickmansworth Church Street \| \| \| \| \| → Watford and Rickmansworth Railway \| \| \| \| \| \| \| \| \| \| Harrow-on-the-Hill \| \| \| \| \| \| \| \| \| \| ↔ West Coast Main Line / Watford DC Line \| \| \| \| \| \| \| \| \| \| ← Chiltern Main Line \| \| \| \| \| \| \| \| \| \| ↔ Dudding Hill Line \| \| \| \| \| \| \| \| \| \| ↔ North London Line \| \| \| \| \| → Metropolitan Line \| \| \| \| \| Hampstead Tunnel \| \| \| \| \| ↔ West Coast Main Line / Watford DC Line \| \| \| \| \| St. John’s Wood Tunnel \| \| \| \| \| Lord’s Tunnel \| \| \| \| \| Güterbahnhof Marylebone \| \| \| \| \| London Marylebone \| \| |                      |                                          |                                          |
| Strecke (außer Betrieb) |                      | ↑ Derbyshire Lines (MS&LR)               | ↑ Derbyshire Lines (MS&LR)               |
| Abzweig ehemals geradeaus und von links |                      | → Robin Hood Line                        | → Robin Hood Line                        |
| Abzweig ehemals geradeaus und nach links · Strecke von rechts |                      |                                          |                                          |
| Kreuzung geradeaus unten (Strecke geradeaus außer Betrieb) · Strecke nach rechts |                      |                                          |                                          |
| Haltepunkt / Haltestelle (Strecke außer Betrieb) |                      | Hollin Well and Annesley                 | Hollin Well and Annesley                 |
| Haltepunkt / Haltestelle (Strecke außer Betrieb) |                      | Annesley South                           | Annesley South                           |
| Kreuzung geradeaus oben (Strecke geradeaus außer Betrieb) · Strecke von rechts |                      | ←↓ Robin Hood Line                       | ←↓ Robin Hood Line                       |
| Strecke (außer Betrieb) · Bahnhof |                      | Hucknall                                 | Hucknall                                 |
| Haltepunkt / Haltestelle (Strecke außer Betrieb) · Strecke |                      | Hucknall Central                         | Hucknall Central                         |
| Kreuzung geradeaus oben (Strecke geradeaus außer Betrieb) · Strecke nach rechts |                      |                                          |                                          |
| Haltepunkt / Haltestelle (Strecke außer Betrieb) |                      | Bulwell Hall                             | Bulwell Hall                             |
| Haltepunkt / Haltestelle (Strecke außer Betrieb) |                      | Bulwell Common                           | Bulwell Common                           |
| Kreuzung geradeaus unten (Strecken außer Betrieb) |                      | ↔ Friargate Line                         | ↔ Friargate Line                         |
| Haltepunkt / Haltestelle (Strecke außer Betrieb) |                      | New Basford                              | New Basford                              |
| Haltepunkt / Haltestelle (Strecke außer Betrieb) |                      | Carrington                               | Carrington                               |
| Bahnhof (Strecke außer Betrieb) |                      | Nottingham Victoria                      | Nottingham Victoria                      |
| Tunnel (Strecke außer Betrieb) |                      |                                          |                                          |
| Abzweig geradeaus und nach links (Strecke außer Betrieb) |                      | → Friargate Line                         | → Friargate Line                         |
| Kreuzung geradeaus oben (Strecke geradeaus außer Betrieb) |                      | ↔ Midland Main Line                      | ↔ Midland Main Line                      |
| Haltepunkt / Haltestelle (Strecke außer Betrieb) |                      | Arkwright Street                         | Arkwright Street                         |
| Brücke über Wasserlauf (Strecke außer Betrieb) |                      | River Trent                              | River Trent                              |
| Haltepunkt / Haltestelle (Strecke außer Betrieb) |                      | Ruddington                               | Ruddington                               |
| |                      |                                          |                                          |
| |                      |                                          |                                          |
| Strecke · Kopfbahnhof Streckenende |                      | Nottingham Transport Heritage Centre     | Nottingham Transport Heritage Centre     |
| Haltepunkt / Haltestelle |                      | Rushcliffe Halt                          | Rushcliffe Halt                          |
| ehemaliger Haltepunkt / Haltestelle |                      | East Leake                               | East Leake                               |
| Kreuzung geradeaus unten und links (Strecke geradeaus außer Betrieb) |                      | ↔ Midland Main Line                      | ↔ Midland Main Line                      |
| Kopfbahnhof Strecke bis hier außer Betrieb |                      | Loughborough Central                     | Loughborough Central                     |
| Haltepunkt / Haltestelle |                      | Quorn and Woodhouse                      | Quorn and Woodhouse                      |
| Abzweig geradeaus und von links |                      | → Mountsorrel Railway                    | → Mountsorrel Railway                    |
| Haltepunkt / Haltestelle |                      | Rothley                                  | Rothley                                  |
| ehemaliger Haltepunkt / Haltestelle |                      | Belgrave and Birstall                    | Belgrave and Birstall                    |
| Kopfbahnhof Strecke ab hier außer Betrieb |                      | Leicester North                          | Leicester North                          |
| Bahnhof (Strecke außer Betrieb) |                      | Leicester Central                        | Leicester Central                        |
| Dienststation / Betriebs- oder Güterbahnhof (Strecke außer Betrieb) |                      | Güterbahnhof Leicester                   | Güterbahnhof Leicester                   |
| Kreuzung geradeaus unten (Strecke geradeaus außer Betrieb) |                      | ↔ Leicester–Burton upon Trent            | ↔ Leicester–Burton upon Trent            |
| Kreuzung geradeaus unten (Querstrecke außer Betrieb) |                      | ↔ Birmingham–Peterborough                | ↔ Birmingham–Peterborough                |
| |                      | M1 motorway                              |                                          |
| Haltepunkt / Haltestelle (Strecke außer Betrieb) |                      | Whetstone                                | Whetstone                                |
| Kreuzung geradeaus oben (Strecke geradeaus außer Betrieb) |                      | ↔ Midland Counties Railway               | ↔ Midland Counties Railway               |
| Haltepunkt / Haltestelle (Strecke außer Betrieb) |                      | Ashby Magna                              | Ashby Magna                              |
| Haltepunkt / Haltestelle (Strecke außer Betrieb) |                      | Lutterworth                              | Lutterworth                              |
| Kreuzung geradeaus oben (Strecke geradeaus außer Betrieb) |                      | ↔ West Coast Main Line                   | ↔ West Coast Main Line                   |
| Bahnhof (Strecke außer Betrieb) |                      | Rugby Central                            | Rugby Central                            |
| Haltepunkt / Haltestelle (Strecke außer Betrieb) |                      | Braunston and Willoughby                 | Braunston and Willoughby                 |
| Kreuzung geradeaus oben (Strecken außer Betrieb) |                      | ↔ Weedon–Marton Junction                 | ↔ Weedon–Marton Junction                 |
| Tunnel (Strecke außer Betrieb) |                      | Catesby Tunnel                           | Catesby Tunnel                           |
| Haltepunkt / Haltestelle (Strecke außer Betrieb) |                      | Charwelton                               | Charwelton                               |
| Bahnhof (Strecke außer Betrieb) |                      | Woodford Halse                           | Woodford Halse                           |
| Kreuzung geradeaus unten (Strecken außer Betrieb) |                      | ↔ East and West Junction Railway         | ↔ East and West Junction Railway         |
| |                      |                                          |                                          |
| Haltepunkt / Haltestelle (Strecke außer Betrieb) · Strecke (außer Betrieb) |                      | Eydon Road Halt                          | Eydon Road Halt                          |
| Haltepunkt / Haltestelle (Strecke außer Betrieb) · Strecke (außer Betrieb) |                      | Chalcombe Road Halt                      | Chalcombe Road Halt                      |
| Strecke · Strecke nach halbrechts (außer Betrieb) · Strecke (außer Betrieb) |                      | ↕ Chiltern Main Line                     | ↕ Chiltern Main Line                     |
| Abzweig geradeaus und ehemals von halblinks · Haltepunkt / Haltestelle (Strecke außer Betrieb) |                      | Culworth                                 | Culworth                                 |
| Strecke von halblinks (außer Betrieb) |                      |                                          |                                          |
| Kreuzung geradeaus oben (Strecken außer Betrieb) |                      | ↔ Towcester–Banbury                      | ↔ Towcester–Banbury                      |
| Haltepunkt / Haltestelle (Strecke außer Betrieb) |                      | Helmdon                                  | Helmdon                                  |
| Bahnhof (Strecke außer Betrieb) |                      | Brackley Central                         | Brackley Central                         |
| Kreuzung geradeaus oben (Strecken außer Betrieb) |                      | ↔ Banbury–Verney Junction                | ↔ Banbury–Verney Junction                |
| Haltepunkt / Haltestelle (Strecke außer Betrieb) |                      | Finmere                                  | Finmere                                  |
| Kreuzung geradeaus unten (Strecke geradeaus außer Betrieb) |                      | ↔ Varsity Line (Güterverkehr)            | ↔ Varsity Line (Güterverkehr)            |
| ehemaliger Haltepunkt / Haltestelle |                      | Calvert                                  | Calvert                                  |
| Abzweig geradeaus und ehemals nach rechts |                      | Abzweig Grendon Underwood                | Abzweig Grendon Underwood                |
| Abzweig geradeaus und ehemals von rechts |                      | ← nach Brill                             | ← nach Brill                             |
| ehemaliger Bahnhof |                      | Quainton Road                            | Quainton Road                            |
| ehemaliger Haltepunkt / Haltestelle |                      | Waddesdon Manor                          | Waddesdon Manor                          |
| Haltepunkt / Haltestelle |                      | Aylesbury Vale                           | Aylesbury Vale                           |
| Bahnhof |                      | Aylesbury                                | Aylesbury                                |
| Abzweig geradeaus und nach rechts |                      | ← nach Princes Risborough                | ← nach Princes Risborough                |
| Haltepunkt / Haltestelle |                      | Stoke Mandeville                         | Stoke Mandeville                         |
| Haltepunkt / Haltestelle |                      | Wendover                                 | Wendover                                 |
| Haltepunkt / Haltestelle |                      | Great Missenden                          | Great Missenden                          |
| Bahnhof |                      | Amersham                                 | Amersham                                 |
| Abzweig mit U-Bahn geradeaus und von links |                      |                                          |                                          |
| Bahnhof |                      | Chalfont & Latimer                       | Chalfont & Latimer                       |
| Haltepunkt / Haltestelle |                      | Chorleywood                              | Chorleywood                              |
| Haltepunkt / Haltestelle |                      | Rickmansworth                            | Rickmansworth                            |
| Abzweig mit U-Bahn geradeaus und nach links · U-Bahn-Abzweig ehemals quer, von links und von rechts |                      |                                          |                                          |
| Kopfbahnhof Streckenanfang und quer (Strecke außer Betrieb) · Kreuzung geradeaus unten (Querstrecke außer Betrieb) · U-Bahn-Kreuzung mit Eisenbahn geradeaus unten (Querstrecke außer Betrieb) |                      | Rickmansworth Church Street              | Rickmansworth Church Street              |
| Strecke |                      | → Watford and Rickmansworth Railway      | → Watford and Rickmansworth Railway      |
| Kreuzung mit U-Bahn geradeaus oben · U-Bahn-Abzweig geradeaus und von rechts |                      |                                          |                                          |
| |                      | Harrow-on-the-Hill                       |                                          |
| Strecke |                      |                                          |                                          |
| Kreuzung geradeaus oben · U-Bahn-Kreuzung mit Eisenbahn geradeaus oben |                      | ↔ West Coast Main Line / Watford DC Line | ↔ West Coast Main Line / Watford DC Line |
| Strecke |                      |                                          |                                          |
| Abzweig geradeaus und von rechts |                      | ← Chiltern Main Line                     | ← Chiltern Main Line                     |
| Abzweig geradeaus und nach halbrechts |                      |                                          |                                          |
| Abzweig quer · Kreuzung geradeaus unten · U-Bahn-Kreuzung mit Eisenbahn geradeaus unten |                      | ↔ Dudding Hill Line                      | ↔ Dudding Hill Line                      |
| Strecke |                      |                                          |                                          |
| Kreuzung geradeaus unten · U-Bahn-Kreuzung mit Eisenbahn geradeaus oben |                      | ↔ North London Line                      | ↔ North London Line                      |
| Strecke · U-Bahn-Strecke nach links |                      | → Metropolitan Line                      | → Metropolitan Line                      |
| Tunnel |                      | Hampstead Tunnel                         | Hampstead Tunnel                         |
| Kreuzung geradeaus oben |                      | ↔ West Coast Main Line / Watford DC Line | ↔ West Coast Main Line / Watford DC Line |
| Tunnel |                      | St. John’s Wood Tunnel                   | St. John’s Wood Tunnel                   |
| Tunnel |                      | Lord’s Tunnel                            | Lord’s Tunnel                            |
| Betriebs-/Güterbahnhof Streckenanfang und quer (Strecke außer Betrieb) · Abzweig geradeaus und ehemals nach rechts |                      | Güterbahnhof Marylebone                  | Güterbahnhof Marylebone                  |
| Kopfbahnhof Streckenende |                      | London Marylebone                        | London Marylebone                        |

Die Great Central Main Line (GCML), auch als London Extension bekannt, ist eine ehemalige Eisenbahnstrecke in Großbritannien. Sie wurde 1899 eröffnet und führte von Sheffield über Nottingham und Leicester zum Bahnhof Marylebone in London. Die GCML war die Stammstrecke der Great Central Railway (GCR) und die letzte in der viktorianischen Ära erbaute Hauptbahn. Sie geht auf eine Idee von Edward Watkin zurück, der das Streckennetz der Manchester, Sheffield and Lincolnshire Railway mit London verbinden wollte.
Watkin strebte eine Verbindung mit der ebenfalls von ihm kontrollierten Metropolitan Railway und der South Eastern Railway an, die zu einem Tunnel unter dem Ärmelkanal hätte führen sollen. Dadurch wäre im Endausbau ein zusammenhängendes Bahnnetz zwischen den Midlands und Paris entstanden. Diese Pläne zerschlugen sich rasch; doch auch die GCML war zunächst kein Erfolg und die Ertragslage verbesserte sich nur allmählich. Obwohl die GCML vorwiegend für die Bedürfnisse von Langdistanz-Schnellzügen gebaut worden war, entwickelte sich der Güterverkehr (insbesondere Kohlenlieferungen) zur wichtigsten Einnahmequelle.
Der größte Teil der Strecke fiel zwischen 1966 und 1969 der so genannten Beeching-Axt zum Opfer und wurde stillgelegt. Ein kurzer Abschnitt zwischen Leicester und Loughborough wird von einer Museumsbahn befahren.

## Strecke

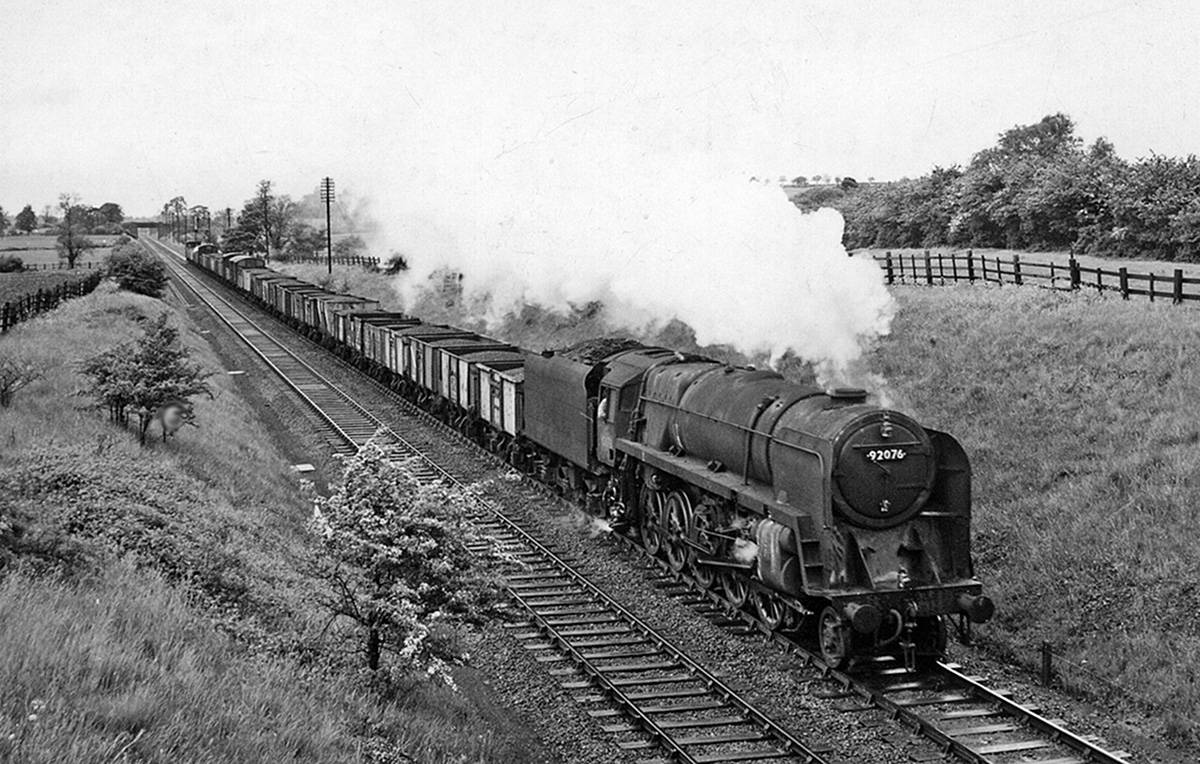
Güterzug beim Bahnhof Braunston and Willoughby (1958)

Die GCML entstand aus geschäftsstrategischen Überlegungen heraus. Im Gegensatz zur Midland Main Line sollte sie nicht zahlreiche große Bevölkerungszentren miteinander verbinden, sondern das in den Midlands gelegene Streckennetz der MS&LR auf direktem Wege, mit möglichst hoher Geschwindigkeit sowie einem Minimum an Zwischenhalten und Anschlüssen mit London verbinden. Aus diesem Grund verlief die Strecke durch relativ dünn besiedelte ländliche Gebiete.
Der nördliche Endpunkt der GCML lag in Annesley in der Grafschaft Nottinghamshire. Sie führte anschließend auf einer Länge von 148 km direkt südwärts via Nottingham, Loughborough und Leicester. Vorbei an Wigston bediente sie Lutterworth, die einzige Stadt, die nicht bereits zuvor von einer anderen Bahnstrecke erschlossen worden war. In Rugby querte sie die West Coast Main Line der London and North Western Railway, war aber nicht mit ihr verbunden.
Bei Woodford Halse bestand eine Verbindung zur East and West Junction Railway (später in der Stratford-upon-Avon and Midland Junction Railway aufgegangen), etwas südlich davon mit einer GCR-Zweigstrecke zur Great Western Railway bei Banbury. Von Woodford Halse führte die Strecke in südöstlicher Richtung über Brackley nach Quainton Road, wo die Strecke auf die Metropolitan Railway nach Aylesbury und London traf (Betrieb durch das Gemeinschaftsunternehmen Metropolitan and Great Central Joint Railway).
Aufgrund von Meinungsverschiedenheiten mit der Metropolitan Railway über die Mitbenutzung ihrer Gleise am südlichen Ende der GCML baute die GCR im Jahr 1906 die Great Western and Great Central Joint Railway von Grendon Underwood nach Ashendon, sodass das Streckennetz der Metropolitan Railway zum größten Teil vermieden werden konnte. Ferner bestand zwischen Nottingham und Loughborough eine Zweigstrecke für den Güterverkehr nach Gotham.
Nördlich von Sheffield nutzten Schnellzüge der GCR die bestehende Hauptlinie der Manchester, Sheffield and Lincolnshire Railway(MS&LR) durch die Pennines, die Woodhead Line (heute ebenfalls stillgelegt), um Zugang nach Manchester London Road (heute Manchester Piccadilly) zu erlangen.

## Geschichte

### Gründe für den Bau
1864 übernahm Edward Watkin den Vorsitz der Manchester, Sheffield and Lincolnshire Railway (MS&LR). Er verfolgte große Pläne und wollte dieses mittelständische Unternehmen zu einer Bahngesellschaft von nationaler Bedeutung ausbauen. Watkin wollte nicht länger hinnehmen, dass die MS&LR den lukrativen Fernverkehr nach London der Konkurrenz überlassen musste. Nach mehreren erfolglosen Versuchen in den 1870er-Jahren, zusammen mit anderen Gesellschaften eine Strecke nach London zu bauen, kam er zum Schluss, dass die MS&LR dies alleine tun müsse. Der Bau der GCML sollte es Watkins Unternehmen erlauben, eigene direkte Schnellzüge nach London anzubieten, unabhängig von und in Konkurrenz zu rivalisierenden Gesellschaften. Damals beurteilten viele das Projekt skeptisch, da alle bedeutenden Ballungsräume entlang der Strecke bereits von anderen Bahngesellschaften erschlossen wurden. Watkin argumentierte, dass das Verkehrswachstum den Bau der Strecke rechtfertigen würde.
Watkin wollte nicht einfach nur eine unabhängige Hauptbahn nach London betreiben. Er strebte sogar danach, das von ihm kontrollierte Streckennetz mit Frankreich zu verbinden. Zu diesem Zweck hatte er 1872 die Submarine Railway Company gegründet, die einen Tunnel unter dem Ärmelkanal bauen wollte und ab 1881 Probebohrungen in Dover und Sangatte durchführte. Das Vorhaben musste im Mai aufgrund großen politischen Drucks aufgegeben werden. Insbesondere General Garnet Wolseley sah in dem Tunnel eine mögliche Invasionsroute für französische Truppen und betrachtete ihn somit als Gefährdung der nationalen Sicherheit. Obwohl von vielen Autoren immer wieder behauptet, wurde die GCML nicht im Lichtraumprofil des europäischen Festlandes erbaut, sondern im üblichen Lichtraumprofil der GCR, welches teilweise sogar noch etwas kleiner als das übliche in Großbritannien ist. Keinesfalls stimmt die Fahrzeugbegrenzungslinie der GCR mit den anderen europäischen Eisenbahnen überein, deren einheitliche Fahrzeugbegrenzungslinie im Berner Abkommen erst 1912 festgelegt wurde.

### Bauarbeiten
Am 28. März 1893 erhielt die MS&LR die Genehmigung des britischen Parlaments zum Bau der Strecke. Das dazu notwendige Gesetz kam beinahe nicht zustande, aufgrund der Opposition des Marylebone Cricket Club in London. Schließlich einigte man sich darauf, dessen Gelände in einem Tunnel zu unterqueren. Im November 1894 begannen die Bauarbeiten. Die Strecke wurde am 15. März 1899 für den Personenverkehr eröffnet, am 11. April 1899 auch für den Güterverkehr. Kurz vor der Eröffnung änderte die MS&LR ihren Namen in das pompöser klingende Great Central Railway, um ihre nationalen Ambitionen zu unterstreichen.
Die London Extension war die letzte Hauptbahn, die in Großbritannien entstand, bis zur Eröffnung der ersten Sektion von High Speed 1 im Jahr 2003. Die neue, 148 km lange Strecke führte von Annesley in Nottinghamshire bis Quainton Road in Buckinghamshire. Von dort aus nutzten die Züge die bereits bestehenden Gleise der Metropolitan Railway bis nach Harrow und anschließend wieder die eigenen Gleise bis zum Bahnhof Marylebone.

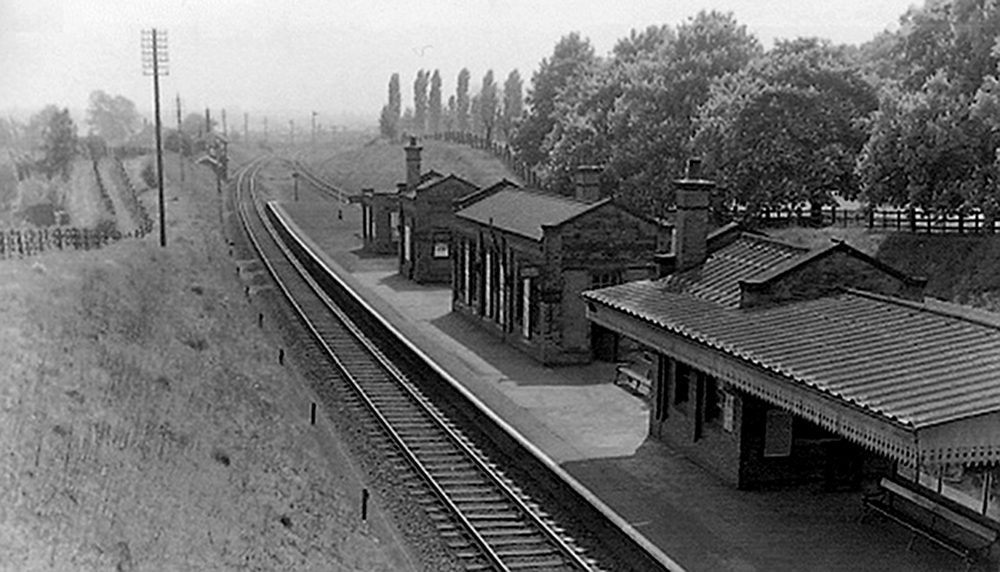
Bahnhof Belgrave and Birstall mit dem typischen Mittelbahnsteig

Außer der Strecke selbst entstanden drei große Stadtbahnhöfe (Nottingham Victoria, Leicester Central und Marylebone) sowie mehrere kleinere Bahnhöfe. Notwendig war der Bau zahlreicher Viadukte, darunter der Brackley-Viadukt mit 21 Bögen, einer über dem River Soar, zwei über dem Swithland-Reservoir in Leicestershire und einer über den River Trent nahe Nottingham. Mehrere Tunnel mussten gegraben werden, der längste von ihnen war der Catesby-Tunnel mit 2722 Metern. Ein großer Teil der Strecke war auf Dämmen oder in Einschnitten verlegt worden. Die Baukosten waren ursprünglich auf 3,1 Millionen Pfund veranschlagt worden, betrugen aber am Ende 11,5 Millionen, also fast das Vierfache.
Die Strecke hatte einen hohen Ausbaustandard: maximale Neigung von 5,7 ‰, minimaler Radius von einer Meile (außer in innenstädtischen Gebieten), nur ein einziger höhengleicher Bahnübergang. Die Bahnhöfe wurden nach einem einheitlichen Schema errichtet und besaßen fast alle einen Inselbahnsteig zwischen beiden Gleisen.

### Verkehr auf der GCML

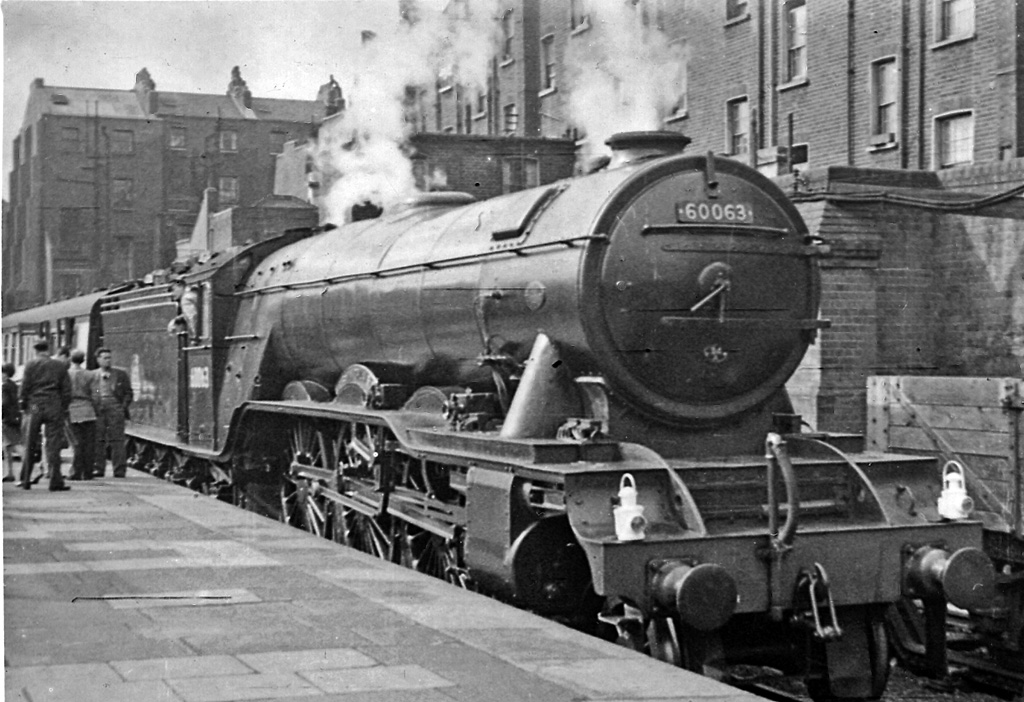
Schnellzug London–Manchester im Bahnhof Marylebone (Mai 1956)

Hauptkonkurrentin der GCR war die Midland Railway, die seit den 1860er-Jahren den Korridor zwischen London, den East Midlands und Sheffield mit der Midland Main Line erschloss. Die Verkehrsströme änderten sich nur langsam, besonders beim Personenverkehr. Fahrgäste von den etablierten Linien nach London wegzulocken erwies sich als schwieriger, als die GCR gehofft hatte. Allerdings hatte sie gewissen Erfolg damit, Geschäftsreisende mit luxuriös ausgestatteten Hochgeschwindigkeitszügen anzusprechen. Die GCR bot auch Ost-West-Querverbindungen an und profitierte dabei von Anschlüssen an querende Strecken.
In den 1930er-Jahren, der Blütezeit der Langdistanz-Dampfzüge, gab es täglich sechs Expresszüge zwischen Marylebone und Sheffield (mit Halt in Leicester und Nottingham), die anschließend nach Manchester weiterfuhren. 1939 betrug die kürzeste Fahrtzeit London–Sheffield 3 Stunden 6 Minuten, womit die GCR mit den Zügen der rivalisierenden Midland (von St Pancras aus) konkurrenzfähig war.
Der Güterverkehr wuchs beständig und entwickelte sich zur Haupteinnahmequelle der Strecke. Befördert wurden vor allem Kohle, Eisenerz, Stahl, Fisch und Früchte. Die Verbindung mit der Stratford-upon-Avon and Midland Junction Railway bei Woodford Halse erwies sich für den Güterverkehr als strategisch bedeutend. Ein weiterer Schwerpunkt des Güterverkehrs war Annesley.

### Niedergang und Stilllegung
Der Erste Weltkrieg und das daraufhin folgende angespannte politische Klima in Europa machten jegliche Möglichkeit zum Bau eines Ärmelkanaltunnels zunichte. Zaghafte Versuche, Watkins Vision wiederzubeleben, fanden in den 1920er-Jahren ein rasches Ende. Mit dem Inkrafttreten des Railways Act 1921 im Jahr 1923 ging die GCR in der London and North Eastern Railway auf, die ihrerseits 1948 verstaatlicht wurde. Die GCML blühte in den ersten Jahren nach der Verstaatlichung. Doch ab den späten 1950er-Jahren begann der Güterverkehr, auf den sich die Strecke hauptsächlich stützte, abzunehmen und der Unterhalt wurde zunehmend vernachlässigt, da andere Strecken als wichtiger eingestuft wurden.

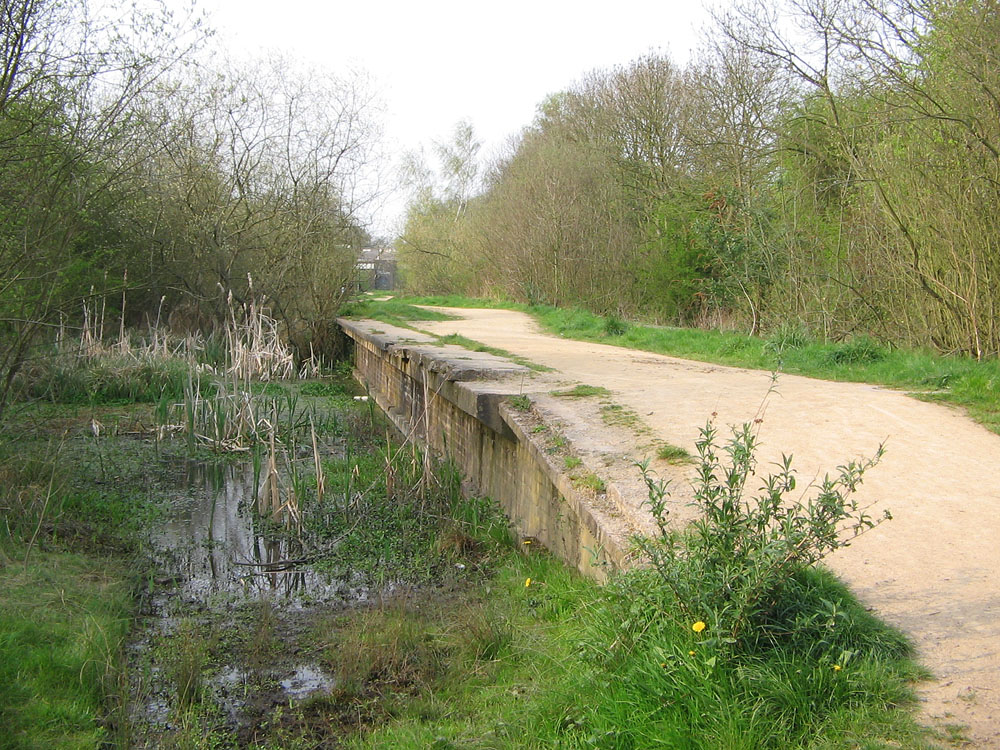
Der Überrest des früheren Bahnhofs Rugby Central im Jahr 2005

Im Januar 1960 stellte British Rail den Schnellzugverkehr von London nach Sheffield und Manchester ein, womit nur noch drei Eilzüge täglich zwischen London und Nottingham übrigblieben. Im Mai 1963 wurde der Regionalverkehr auf großen Teilen der Strecke eingestellt und zahlreiche ländliche Bahnhöfe geschlossen. Es bestand aber noch die Hoffnung, dass die Strecke durch vermehrten Post- und Güterverkehr aufgewertet werden könnte.
Im Rahmen seiner Untersuchungen zur Rationalisierung der britischen Eisenbahnen hielt Richard Beeching die GCML für eine weitgehend überflüssige Alternative zu anderen Strecken, die dieselben Städte erschlossen, insbesondere die Midland Main Line und zu einem geringeren Grad die West Coast Main Line. Die Streckenabschnitte zwischen Rugby und Aylesbury sowie zwischen Nottingham und Sheffield wurden 1966 stillgelegt. Somit verblieb nur noch ein nicht verbundener Rest zwischen Rugby und Nottingham, mit einem minimalen Pendelzugangebot. Dieser Abschnitt fiel im Mai 1969 ebenfalls der so genannten Beeching-Axt zum Opfer.
Eine im Jahr 1991 gegründete Bahngesellschaft namens Central Railway schlug vor, die GCML nach der Inbetriebnahme des Eurotunnels für den Güterverkehr wiederzueröffnen. Dieser Vorschlag hatte mit finanziellen, ökologischen und sozialen Schwierigkeiten zu kämpfen und wurde vom Parlament zweimal zurückgewiesen.

## Erhaltene Infrastruktur
Das Gleisbett des 1966 stillgelegten, 64 km langen Abschnitts zwischen Calvert und Rugby ist bis heute intakt, mit Ausnahme fehlender Viadukte bei Brackley und Willoughby. Gelegentlich gibt es Vorschläge, diesen Abschnitt in der einen oder anderen Form wiederzueröffnen.
Regelmäßigen Personenverkehr gibt es heute nur auf dem Abschnitt zwischen Marylebone und Aylesbury, der einst von der Metropolitan and Great Central Joint Railway, einem Gemeinschaftsunternehmen mit der Metropolitan Railway, betrieben worden war. Auf der eigentlichen GCML hingegen verkehren keine Personenzüge mehr. Am 14. Dezember 2008 wurde ein kurzer Abschnitt zwischen Aylesbury und der neu errichteten Endstation Aylesbury Vale Parkway in Betrieb genommen. Die britische Regierung stellte im November 2011 Geldmittel zur Verfügung, um die Abschnitte zwischen Bicester und Bletchley sowie zwischen Aylesbury Vale Parkway und Claydon Junction als Teil des Projekts East West Rail Link wiederzueröffnen. Dadurch wäre es möglich, Personenzüge von Reading über Oxford nach Milton Keynes sowie von London-Marylebone über Aylesbury nach Milton Keynes verkehren zu lassen.
Gegenwärtig wird dieser Streckenabschnitt von Güterzügen befahren, die Hausmüll und Aushub zu einer Deponie unmittelbar südlich des Bahnhofs Calvert transportieren. Täglich kommen dort fünf Containerzüge an; vier aus Brentford und einer aus Bath und Bristol. Die Container werden auf dort wartende LKWs umgeladen, die das Material zur Deponie bringen. Die im Jahr 1977 eröffnete Deponie ist eine der größten des Landes und erstreckt sich über eine Fläche von 106 Hektar auf dem Gelände einer ehemaligen Tongrube, die bis 1991 von den Calvert-Ziegelwerken genutzt wurde.
1969 erklärte sich eine Gruppe von Enthusiasten bereit, freiwillig einen Teil der GCML zu erhalten. Sie übernahm den Streckenabschnitt zwischen Loughborough und den nördlichen Stadtteilen von Leicester. Seit 1976 betreibt sie dort eine Museumsbahn, die Great Central Steam Railway. Zusätzlich befährt die Great Central Railway (Nottingham) einen instandgesetzten, eingleisigen Abschnitt bei Ruddington gelegentlich mit Nostalgiezügen, unter der Schirmherrschaft des Nottingham Transport Heritage Centre. Es bestehen Pläne, diesen Abschnitt mit der anderen Museumsbahn bei Loughborough zu verbinden.

## Planungen
Im März 2010 kündigte die Regierung Pläne für den Bau einer Schnellfahrstrecke namens High Speed 2 zwischen London und Birmingham an, die etwa 19 km der GCML-Strecke wiederverwenden würde. Die vorgeschlagene Route würde parallel zum Korridor der bestehenden Bahnstrecke London–Aylesbury verlaufen und anschließend dem GCML-Abschnitt zwischen Quainton Road und Calvert entlangführen. Von dort aus würde sie ungefähr dem nicht mehr genutzten, aber noch immer existierenden Gleisbett der GCML bis Mixbury folgen, wo sie auf eine gänzlich neue Trasse in Richtung Birmingham einschwenken würde. Kelvin Hopkins, ein Unterhausabgeordneter der Labour Party, schlug im Jahr 2013 vor, die GCML auf ihrer ganzen Länge wiederzueröffnen; verglichen mit High Speed 2 sei diese Variante bedeutend kostengünstiger.